# Monte Millifret
Il Millifret (1.581 m s.l.m.) è un rilievo delle Prealpi bellunesi, appartenente secondo la SOIUSA al gruppo montuoso del Col Nudo-Cavallo. 

## Descrizione
La montagna, inclusa in provincia di Treviso, si affaccia sul versante est della Val Lapisina, di fronte al Col Visentin, e fa parte dei monti che delimitano a ovest l'altopiano del Cansiglio. Ospita la Riserva naturale integrale Piaie Longhe-Millifret, punto di passaggio per numerosi uccelli migratori.